# Hydrotetrix carolinensis
Hydrotetrix carolinensis is een rechtvleugelig insect uit de familie doornsprinkhanen (Tetrigidae). De wetenschappelijke naam van deze soort is voor het eerst geldig gepubliceerd in 1997 door Kevan & Vickery.